# Lind (Washington)
Pour les articles homonymes, voir Lind.
Lind est une ville américaine située dans le comté d'Adams, dans l'État de Washington. Selon le recensement de 2020, sa population est de 535 habitants.